# Shpëtim Babaj
Shpëtim Babaj (ur. 9 grudnia 1981 w Prisztinie) – chorwacki piłkarz pochodzenia kosowskiego, grający na pozycji pomocnika.

## Kariera piłkarska

### Kariera klubowa
Babaj pochodzi z Kosowa, ale wcześniej wyjechał do Chorwacji, gdzie przyjął obywatelstwo chorwackie. Jest wychowankiem klubu z tej krainy o nazwie Cibalia Vinkovci, a potem włoskiego Cagliese Calcio. Karierę piłkarską rozpoczął w NK Olimpija Lublana. Potem występował w słoweńskich klubach NK Rudar Velenje i NK Šmartno. W 2004 roku powrócił do Kosowskiej Superligi, gdzie grał w barwach KF Besiana Podujevë. Po występach w albańskich zespołach Besa Kavajë i KS Elbasani, na początku 2008 podpisał 3-letni kontrakt z ukraińską Zorią Ługańsk, ale już w maju został wystawiony na transfer. Następnie bronił barw kazachskiego klubu Szachtior Karaganda. Latem 2009 powrócił do Albanii, gdzie został piłkarzem Gramozi Ersekë. Na początku lipca 2010 przeszedł do ukraińskiego PFK Sewastopol, ale nie zagrał żadnego oficjalnego meczu i już po tygodniu klub zrezygnował z usług piłkarza